# Diálogo del Salvador

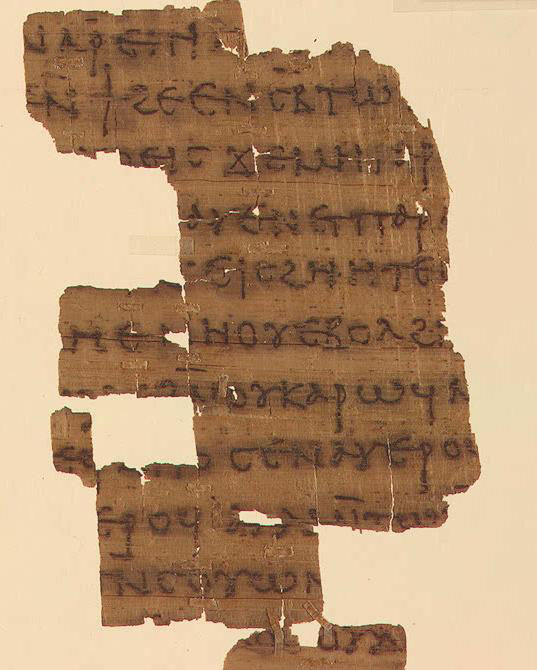
Diálogo del Salvador.

El Diálogo del Salvador es un evangelio sobre el bautismo, y está conservado solo en una copia copta encontrada en el Códice III de Nag Hammadi (NH III, 120-147). 

## Contenido
El tema principal del diálogo es el proceso de salvación descrito en POxy 654 (el fragmento griego de Tom 2): "quien [busca] no deja de buscar [hasta que] descubre. Cuando descubre, [se maravillará]. Cuando [se admire], gobernará. [Cuando haya gobernado, encontrará el descanso]" (ver DialSav 20:4). Este tema supone una invitación al bautismo (1-3).
El escritor plantea una discusión sobre el bautismo, y en particular sobre la pregunta: ¿las personas bautizadas pertenecen a Dios o deben continuar su pelea en la carne sobre tierra?
Y responde así: Primero describe, en el pasado, a Jesús y sus discípulos. Pero el lector no ve a los discípulos solamente como personas históricas; representan los "catecúmenos" de la comunidad enseñados por su "Maestro" (81). De este modo, las instrucciones para los discípulos en el diálogo probablemente se dirigen en la comunidad del escritor a aquellos que se están preparando para el bautismo.